# Il respiro del drago
(Scritta sulla scatola di fiammiferi Fortune Liquors.)
Il respiro del drago (Nine Dragons) è un romanzo dello scrittore statunitense Michael Connelly, edito nel 2009. È il quattordicesimo romanzo con protagonista il detective Harry Bosch.
Nine Dragons è stato tradotto in numerose lingue e in lingua originale annovera molte edizioni e ristampe.

## Trama
Il detective della divisione Speciale Omicidi Harry Bosch e il suo partner Ignacio Ferras devono indagare sull'omicidio di John Li, un vecchio commerciante cinese ucciso con tre colpi di pistola al petto nel suo negozio di liquori a South Los Angeles. All'apparenza il caso può essere liquidato come una semplice rapina finita male, ma Bosch capisce che c'è dell'altro: dietro al delitto si nasconde infatti la mafia cinese della Triade e i sospetti si indirizzano subito su Bo-Jing Chang, ripreso dalla telecamera di sorveglianza mentre intasca una tangente da Li. Bosch procede immediatamente con l'arresto di Chang, ma contemporaneamente gli arriva un video sul cellulare in cui sua figlia Maddie, che vive a Hong Kong con la madre Eleanor Wish, appare legata e imbavagliata. Convinto che dietro al rapimento della figlia ci sia la stessa Triade, vendicatasi per l'arresto di Chang, Bosch si precipita a Hong Kong deciso a liberarla: purtroppo sapeva che prima o poi le forze oscure contro le quali lotta ogni giorno avrebbero usato Maddie per arrivare a lui.
Arrivato a Hong Kong, Bosch inizia la disperata ricerca insieme a Eleanor e al suo nuovo compagno Sun Yee, ma uno scontro a fuoco uccide la donna causando la disperazione dei due uomini, con Sun che incolpa inizialmente proprio Bosch. Superati i problemi i due diventano validi alleati, uniti dal desiderio di vendetta (con Bosch che ammette esplicitamente di non aver mai smesso di amare la sua ex moglie) e si scopre che Sun da ragazzo aveva fatto parte della Triade e che per uscirne ha dovuto sacrificare un occhio. Inoltre indagando sulle amicizie di Maddie, Harry e Sun si mettono sulla pista di Quick, fratello maggiore di un'amica della ragazzina, He, sospettato di essere un affiliato. He e Quick vengono trovati assassinati, ma dopo una serie di cruenti scontri a fuoco i due uomini riescono a trovare Maddie e a liberarla. Sun resta a Hong Kong, mentre Bosch e la figlia tornano insieme a Los Angeles.
Dopo aver dovuto chiarire la sua posizione in merito alle sparatorie di Hong Kong con l'aiuto di Mickey Haller, Bosch scopre che l'omicidio di John Li ha come responsabile l'affiliato Eugene Lam, socio in affari della vittima, e come mandanti i figli Robert e Mia Li, che volevano mettere le mani sull'attività. Inizialmente Mia non viene sospettata, ma Ferras, pieno di rancore verso Bosch che non lo considera più un poliziotto operativo in seguito a un precedente ferimento, decide di far irruzione da solo nel negozio, sorprendendo Lam e Robert ma venendo colpito a morte dalla donna.
Quando tutti vengono arrestati si scopre che Maddie, con la complicità di He e Quick, aveva inscenato il suo rapimento nella speranza che suo padre venisse a liberarla per portarla a vivere con sé a Los Angeles ma che poi Quick, che effettivamente aveva legami con la Triade, sperando di ricavarne qualcosa aveva deciso di venderla ai trafficanti di esseri umani.
Nel romanzo compaiono numerosi personaggi di opere precedenti di Connelly: l'avvocato Mickey Haller, l'ex agente federale Eleanor Wish e la psicologa Carmen Hinojos.

## Edizioni
- Michael Connelly, Il respiro del drago, traduzione di Stefano Tettamanti e Giuliana Traverso, 1ª ed., Piemme, 2012, ISBN 978-88-384-6880-3.